# Rachel Hollivay
Rachel Hollivay (Columbus, 24 ottobre 1993) è una cestista statunitense, professionista nella WNBA.

## Carriera
È stata selezionata dalle Atlanta Dream al secondo giro del Draft WNBA 2016 (13ª scelta assoluta).